# Mali mozak
Mali mozak ili cerebelum dio je mozga koji služi održavanju ravnoteže i orijentacije u prostoru te upravlja tonusom muskulature. Smješten je u stražnjoj lubanjskoj jami, potpuno odvojen od donje plohe velikog mozga duplikture dura mater cerebri (od latinskog izraza tvrda majka mozga). Mali mozak omogućuje pravilno, meko i svrhovito izvođenje kretnji. Najbolje je razvijen kod onih sisavaca koje imaju izuzetne fizičke sposobnosti (trkači, plivači, letači). 
Ispod i sprijeda odvojen je od stražnjeg dijela ponsa četvrtom klijetkom, a od produljene moždine proširenjem subarahnoidalnog prostora velikom cisternom (cisterna magna).
Na malom mozgu se razlikuju razvojni (stariji) i mlađi dio. 
Siva masa nalazi se na površini kao kora cortex cerebri i subkortikalno kao jedra malog mozga; krovno jedro (nucleus fastigii), loptasto jedro (nucleus globosus), čepoliko jedro (nucleus emboliformis) i zupčasto jedro (nucleus dentatus). Bijela masa smještena je u unutrašnjosti kao medularno tijelo corpus modulare.
Sastoji se od neparnog središnjeg dijela koji se naziva vermis i dviju cerebelarnih hemisfera. S moždanim deblom je povezan s cerebelarnim pedunkulima i to gornjim (brachium conjuctivum), srednjim (brachium pontis) i donjim (corpus restiforme).
Funkcijski se razlikuju tri dijela: vestibulocerebelum (povezuje mali mozak s vestibularnim sustavom), spinocerebelum koji je bitan za hod i stajanje te odašilje modulirajuće impulse u nucleus ruber te cerebrocerebelum kojemu cortex velikog mozga šalje informacije o planiranoj motoričkoj radnji koju on modulira.

## Vanjske poveznice
- mali mozak, Medicinski leksikon LZMK
- mozak, Hrvatska enciklopedija
- cerebellum, Britannica

|  | Molimo pročitajte upozorenje o korištenju medicinskih informacija. Ne provodite liječenje bez savjetovanja s liječnikom! |